# 논어
《논어》(論語, 문화어: 론어)는 공자와 그 제자들의 대화를 기록한 책으로 사서의 하나이다. 저자는 명확히 알려져 있지 않으나, 공자의 제자들과 그 문인들이 공동 편찬한 것으로 추정되고 있다.
한 사람의 저자가 일관적인 구성을 바탕으로 서술한 것이 아니라, 공자의 생애 전체에 걸친 언행을 모아 놓은 것이기 때문에 여타의 경전들과는 달리 격언이나 금언을 모아 놓은 성격을 띤다. 공자가 제자 및 여러 사람들의 질문에 대답하고 토론한 것이 '논'. 제자들에게 전해준 가르침을 '어'라고 부른다.

## 구성
현재 《논어》는 전20편, 482장,600여 문장으로 전해 내려오고 있다. 서술방식과 호칭의 차이 등을 기준으로 앞의 열 편을 상론(上論), 뒤의 열 편을 하론(下論)으로 구분하여 앞의 열 편이 더 이전 시대에 서술된 것으로 보는 견해가 일반적이다. 각 편의 이름은 그 편 내용의 첫 두 글자를 딴 것으로 특별한 뜻이 있는 것은 아니다.

## 역사
공자의 삶과 행동과 사상을 이해하기 위해 가장 널리 읽어온 책이 《논어》다. 정확히 누가 언제 이 책을 만들었는지에 대해서는 아직 정설이 없다. 하지만 《논어》를 읽어본 사람이면 누구나 이 책이 공자가 죽은 뒤 그의 제자들이 스승의 말씀과 행적을 더듬고 자신들의 얘기를 첨가해 만든 것임을 알 수 있다. 공자 사후 그의 제자들 여기저기 흩어져 대부분 교육에 종사했는데, 여러 곳에서 스승의 말을 죽간 등에 기록해 학생들을 가르칠 때 쓰고 이것들을 나중에 모아서 편찬했을 것이다. 최종 정리는 공자의 가장 나이 어린 제자였던 증삼의 제자들이 했을 것이라는 견해가 유력하다. 《논어》의 성립에 의혹을 제기하는 사람은 대부분 《좌전》에서 근거를 찾는데, 최근의 연구 성과에 따르면 《논어》가 《좌전》보다 앞서 성립된 것으로 보인다.
《논어》는 전한 시대에 처음 출현한 것으로 알려져 있다. 초기에는 《논어》라는 명칭 대신 전(傳), 기(記), 논(論), 어(語) 등의 이름으로 불렸고, 지역에 따라 조금씩 다른 판본이 전해지고 있었다. 《논어》라는 이름으로 불리게 된 것은 전한의 6대 경제(BC 188 - BC 157 - BC 141) ~ 7대 무제(BC 156 - BC 141 - BC 87) 기간이라고 하며, 후한에 이르러 현재와 같은 형태로 정리되었다고 한다.
한국에는 삼국시대에 전해진 것으로 추정되며, 3-4세기 경 한성백제시대 목간에 5편인 공야장(公冶長) 편의 주요 내용이 기록되어 남아있다.
《논어》는 어느 한 시기에 편찬되었다기보다, 몇 차례에 걸쳐 지어졌다고 보인다. 첫 번째 공자 사후에 중궁, 자유, 자하 등의 제자가 일익을 주도했고, 두 번째 증자 사후에 유자, 민자 등이 일익을 주도했으며, 전국시대 맹자 시기 또는 맹자 사후에 누군가 내용을 첨가하고 보충했다는 것이 정설이다. 이것은 당시 영향력이 있는 인물이었던 관중에 대한 평가가 상론의 팔일과 하론의 헌문에서 다른 서술을 하고 있다는 점에서 추측할 수 있다. 또한 이것은 관중에 대한 노나라와 제나라의 평가가 서로 나뉘었던 것이 통합되었다는 점에서 노론과 제론을 모두 담게 되었다고 볼 수 있다.

## 내용
상론 10편과 하론 10편은 문체와 호칭 및 술어 면에서 분명히 차이가 나는데, 상론은 문장이 간략하고 글자수가 짧고 하론은 문장이 길고 글자수가 많다. 또한 상론의 마지막 10편 향당은 공자의 일상 생활을 담아 결말을 내는 셈이어서, 하론 10편의 사실성에 대한 의문이 있다.
공자 사상은 한마디로 하면 인(仁)이다. 공자가 제자들에게 가르친 세부 덕목으로서 지(知, 지혜)와 인(仁, 어짊)과 용(勇, 용기)에서의 ‘인’은 협의의 ‘인’이며, 공자가 내세운 모든 덕목을 총칭하는 개념이 광의의 ‘인’이다.
공자는 법이나 제도보다 사람을 중시했다. 사람을 통해 그가 꿈꾸는 도덕의 이상 사회를 이루려고 했다. 그래서 ‘어짊’을 실천하는 지도자로 군자를 내세웠다. 원래 군주의 자제라는 고귀한 신분을 뜻하는 '군자'는 공자에 의해 이상적 인격의 소유자로 개념화되었다. 군자는 도(道)를 추구하고, 도에 입각하고, 도가 통하는 세상을 만드는 존재다. 이 위대한 정치가는 예(禮)로 자신을 절제하고, 악(樂, 음악)으로 조화를 추구한다. 문(文, 문예)을 열심히 공부[學]해 훌륭한 군자로 거듭나고, 정치(政治)를 통해 민생(民生)을 안정시키고 도덕의 이상을 실현해야 한다. 덕(德)과 의(義)가 사회의 중심 가치가 되는 자신의 이상 사회를 끝내 성공시키지는 못했지만, 공자는 지난한 삶의 역정 속에서도 도덕 사회의 구현이라는 처음의 꿈을 끝까지 버리지 않았는데, 이 꿈이 녹아 있는 책이 《논어》다.
| 상론(上論)           | 하론(下論)            |
| -------------------- | --------------------- |
| 제1편 학이(學而)     | 제11편 선진(先進)     |
| 제2편 위정(爲政)     | 제12편 안연(顔淵)     |
| 제3편 팔일(八佾)     | 제13편 자로(子路)     |
| 제4편 이인(里仁)     | 제14편 헌문(憲問)     |
| 제5편 공야장(公冶長) | 제15편 위령공(衛靈公) |
| 제6편 옹야(雍也)     | 제16편 계씨(季氏)     |
| 제7편 술이(術而)     | 제17편 양화(陽貨)     |
| 제8편 태백(泰佰)     | 제18편 미자(微子)     |
| 제9편 자한(子罕)     | 제19편 자장(子張)     |
| 제10편 향당(鄕黨)    | 제20편 요왈(堯曰)     |

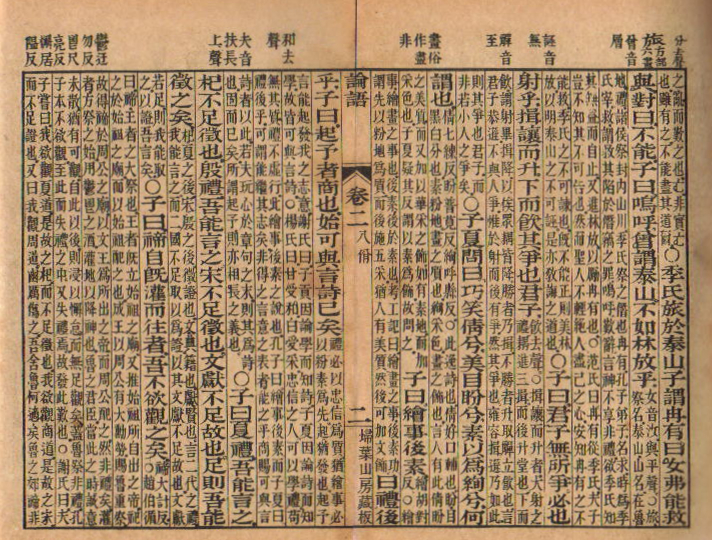
《논어》

이중 대표적인 학이편은 다음과 같이 시작하고 있다.
| “ | 子曰：「學而時習之，不亦說乎？有朋自遠方來，不亦樂乎？人不知而不慍，不亦君子乎？」 공자가 말하기를: "배우고 틈나는대로 익히면, 또한 기쁘지 아니한가. 벗이 있어 멀리서 찾아오면 또한 즐겁지 아니하겠는가. 남이 나를 알아주지 아니하여도 노여워하지 아니하면, 또한 군자가 아니겠는가." | ” |

## 주석서
《논어》는 수많은 주석서가 있다. 하안의 《논어집해》를 "고주"라 하고 주희의 《논어집주》를 "신주"라 하여 중요하게 여긴다. 조선의 정약용이 지은 《논어고금주》(論語古今注)에서는 고주와 신주에서 각기 보이는 폐단을 극복하고 더 합리적이고 공자의 원의에 가까운 해석을 하려는 노력을 엿볼 수 있다. 특히 당시 조선에서 가치를 인정받지 못하던 오규 소라이 그리고 이토 진사이 등 일본 유학자들의 주석에까지 고루 시야를 넓힌 점은 정약용의 유연하고 개방적인 사고를 미루어 짐작할 수 있는 대목이다.

## 영향
공자 시대 이후로 《논어》는 중국의 철학자들과 가치관에 깊은 영향을 끼쳤고, 이후 동아시아에도 영향을 미쳤다. 《논어》는 유교 경전의 다른 세 책과 함께 사서라고 불리며 유교의 기본 가치관인 "예, 의, 충, 인(禮、義、忠、仁)"이라는 유교적 인본주의를 가르쳐왔다.

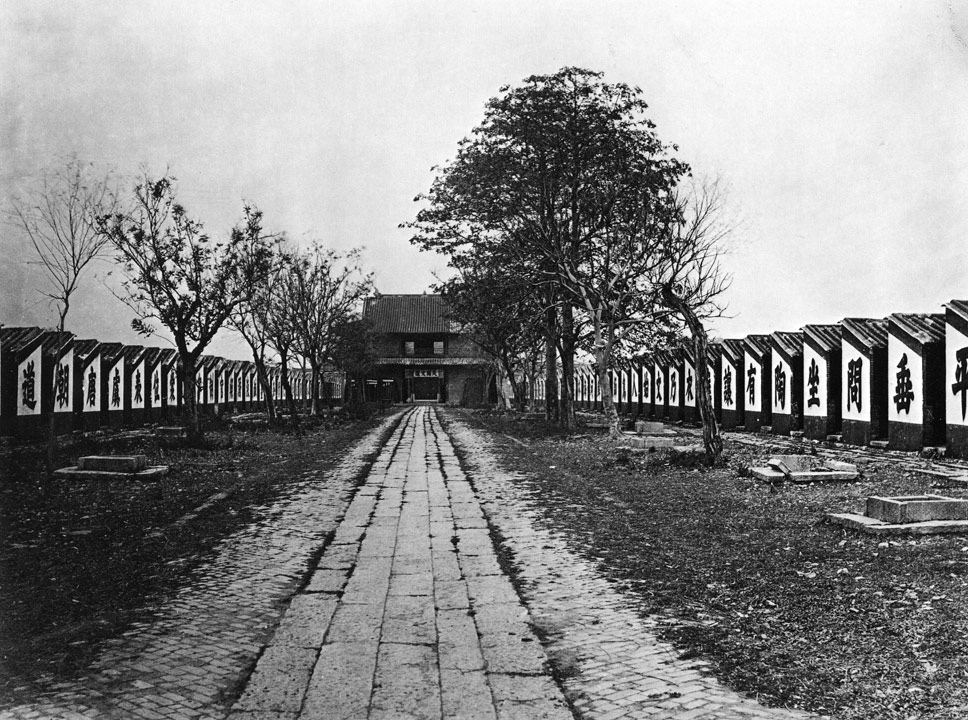
광동의 과거 시험장(1873년)

거의 2천년 동안 《논어》는 중국의 학자들이 배우는 기본 과정이 되어왔는데, 공자의 저작을 공부하지 않은 사람은 도덕적으로 바르고 학식이 있는 사람으로 취급되지 않았다. 중국의 과거 시험은 진나라(265-420)에서 시작되어 청나라 말기까지 지속되었는데, 과거 시험에서는 유교경전을 강조하여 수험생들이 공자의 말을 인용하여 그들의 글에 어떻게 사용하였는지 평가하였다.
《논어》는 많은 언어로 번역되었는데, 영어로는 아서 웨일리와 A. 찰스 뮬러, 그리고 윌리엄 수딜의 번역이 가장 유명하다. 일찍이 16세기 후반에 《논어》의 일부는 예수교 중국 선교사들에 의하여 라틴어로 번역되었다.
볼테르와 에즈라 파운드는 열 번째 향당편에서 공자가 단순한 사람이었는지 명확하게 보여준다고 지적했다. 특히 볼테르는 계몽철학자로서 '《논어》'야말로 당대까지의 허황된 형이상학이나 신학에 근거하지 않은 정치철학서라고 칭송하며 자신의 연구실에 공자의 초상화를 걸어둘 만큼 공자를 존경하였다. 근래에 《논어》를 영어와 프랑스어로 번역한 시몽 레스는 이 어록은 유명한 사람의 개인의 삶을 묘사한 첫 기록일 것이라고 말했다. 엘리아스 카네티도 공자의 《논어》가 가장 오래된 지적이고 영적인 완벽한 개인의 초상이라고 말하며 향당편은 근대적인 책과 같이 감동을 주는데, 모든 것을 담고 있으면서도 정말 중요한 것은 빼놓고 서술하고 있기 때문이다라고 평했다.

## 같이 보기
- 공자의 제자
- 하디스

## 참고 문헌
- 공자 『논어』 / 박성규 pdf
- 본 문서에는 지식을만드는지식에서 CC-BY-SA 3.0으로 배포한 책 소개글을 기초로 작성된 내용이 포함되어 있습니다.